# برايان غرينبرغ
برايان غرينبرغ (بالإنجليزية: Bryan Greenberg)‏ مواليد 24 مايو 1978 في أوماها، الولايات المتحدة، هو ممثل أمريكي بدأ مسيرته الفنية سنة 1997. درس في مدرسة تيش العليا للفنون.

## الأعمال

### أفلام
- برايم (2005)
- حروب العرائس (2009)
- أصدقاء مع امتيازات (2011) (بدور: باركر)

### مسلسلات
- آل سوبرانو (2000)
- بوسطن العامة (2000)
- تل الشجرة الواحدة (2003)
- طريق أكتوبر (2007)
- ذا ميندي بروجيكت (2016) (بدور: بن)

## وصلات خارجية
- برايان غرينبرغ على موقع IMDb (الإنجليزية)
- برايان غرينبرغ على موقع روتن توميتوز (الإنجليزية)
- برايان غرينبرغ على موقع ألو سيني (الفرنسية)
- برايان غرينبرغ على موقع ألو سيني (الفرنسية)
- برايان غرينبرغ على موقع ميوزك برينز (الإنجليزية)
- برايان غرينبرغ على موقع تيرنر كلاسيك موفيز (الإنجليزية)
- برايان غرينبرغ على موقع أول موفي (الإنجليزية)
- برايان غرينبرغ على موقع قاعدة بيانات الأفلام السويدية (السويدية)
- برايان غرينبرغ على موقع إن إن دي بي (الإنجليزية)
- برايان غرينبرغ على موقع أول ميوزيك (الإنجليزية)
- الموقع الرسمي